# Rezolucija Vijeća sigurnosti UN-a 1035
Rezolucijom Vijeća sigurnosti UN-a 1035, jednoglasno usvojenom 21. prosinca 1995., nakon pozivanja na Rezoluciju 1031 (1995.) i Daytonski sporazum, Vijeće je odobrilo uspostavu civilnih policijskih snaga Ujedinjenih naroda, poznatih kao Međunarodne policijske snage (IPTF) za izvršavati zadatke u skladu s dogovorom. Bio je dio Misije Ujedinjenih naroda u Bosni i Hercegovini.
IPTF bi se uspostavio na razdoblje od godinu dana od prijenosa ovlasti sa Zaštitnih snaga Ujedinjenih naroda na multinacionalne Snage za provedbu (IFOR). Policijska operativna grupa i civilni ured bili bi pod ovlastima glavnog tajnika uz vodstvo visokog predstavnika za Bosnu i Hercegovinu.
Od glavnog tajnika zatraženo je da svaka tri mjeseca podnosi izvješća o radu IPTF-a i civilnog ureda.
IPTF bi imao početnu snagu od 1721 u skladu s izvješćem glavnog tajnika Butrosa Butrosa-Galija.

## Vanjske poveznice
| Wikizvor | Engleski Wikizvor ima izvorni tekst na temu: United Nations Security Council Resolution 1035 |

- Text of the Resolution at undocs.org